# Ladáry József
Ladáry József (Gyürk, ? – Kemence, 1776. december 9.) római katolikus plébános.

## Élete
Gyürki (Hont megye) származású; 1748-ban Nagyszombatban a költészeti osztály tanulója volt; 1757. január 1-jén nagyszombati káplán lett; 1758. június 5-én a losonci plébánia, 1766. október 20-án a budai szécsényi papnevelő lelkiigazgatója, 1767. december 19-étől kemencei plébános, itt is hunyt el 9 évvel később.

## Munkái
1. Halál nem halál. Az az: Istenben kimult híveknek édes álma, boldog nyugodalma. Melyet a t. ns. Dvornikovics Magdolna asszonynak e világbúl szerencsés kiköltözése után, szomorú eltakarításának alkalmatosságával élő nyelvel leábrázolt, bolyki szent Dénes templomában Sz. András 10., 1760. Pest, 1761
2. IsephVs LotharIngIae, regla roMana DeCoratVs Corona; CelebratVs ab I. ComItatV NograDIensI. Az-az F. LothagIngIaI Iosefnek roMaI kiráLYságra FranCofVrtban Lött DIszes koronázatYa, mely ... NográD VárMegYének gYVLekezete eLött ILLY képen abrazoltatott. LosontzI katholIka anYaszentegY-háznak értDeMetLen plébánVssatVL. Balassa-Gyarmaton Szent Iván havának 12. napján. Uo. 1765 (névtelenül)
3. Belső keserűségeknek s külső gyötrelmeknek hathatos orvoslása, melyet dicsőséges Szent-Anna asszonynak mindnyájunkat oktató példájábúl, mélt. Gyarmathi ... gróf Balassa Pál eő excell. Kékkői várának diszesen fölépíttetett templomában, nevezett Sz. Matronának innepe napján, számosan öszvegyűlt egyházi, és világi, fő és alacsony rendbéli halgatóinak eleibe terjesztett, és egy ajtatos Sz. Anna tisztelőjének költségére nyomtatásban kibocsátott ... 1765. Pest